# Улица Дзержинского (Владикавказ)

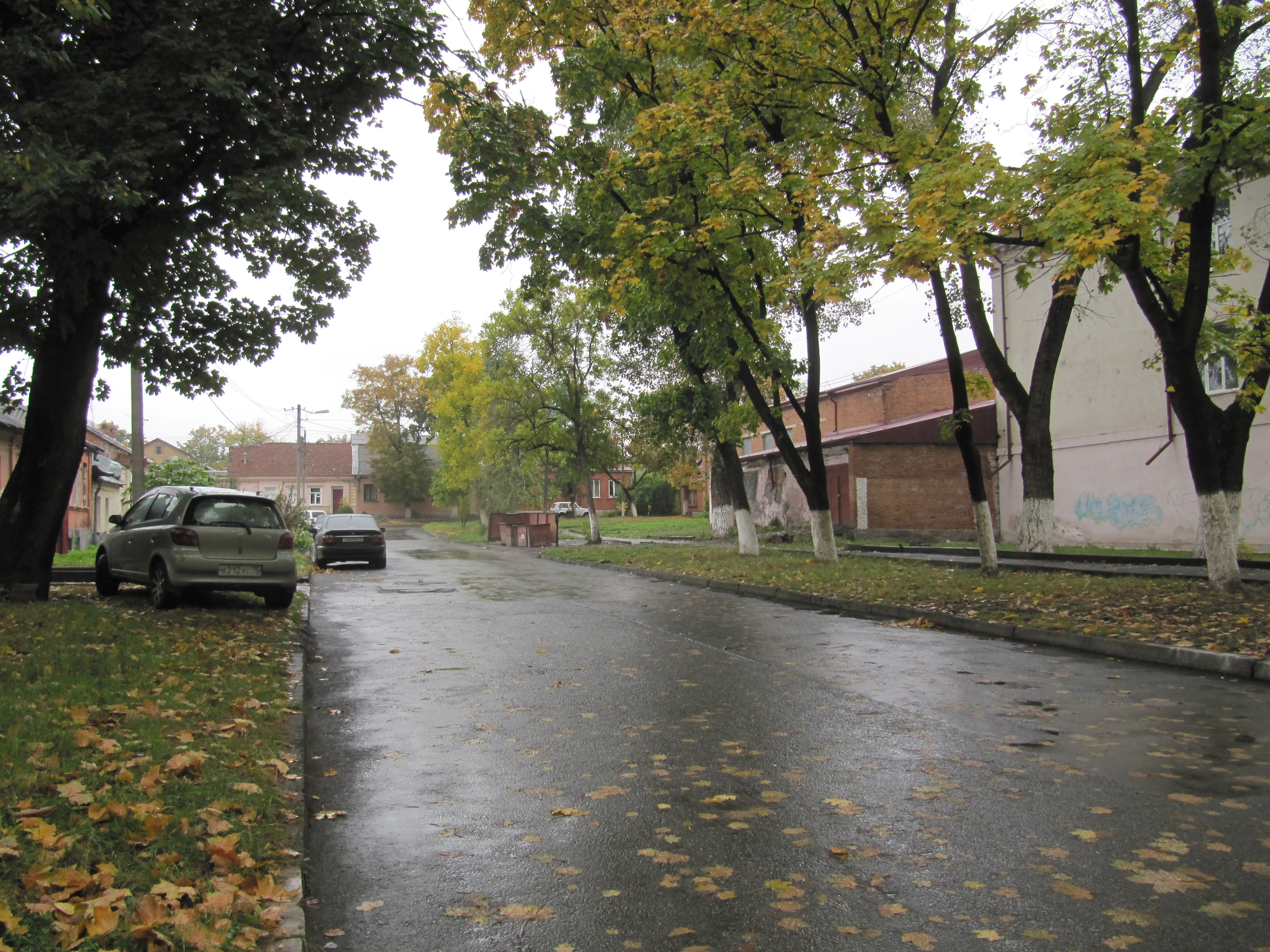

Улица Дзержи́нского — улица во Владикавказе, Северная Осетия, Россия. Улица располагается в Затеречном муниципальном округе Владикавказа между улицей Коцоева и проспектом Доватора. Начинается от улицы Коцоева.
Улицу пересекают улицы Средняя, Карла Маркса, Спартака, проспект Коста, улицы Заурбека Калоева, Тургеневская, Гончарова, Гастелло.

## История
Улица образовалась в середине XIX века и впервые была отмечена как Екатериноградская улица на карте «Кавказского края», которая издавалась в 60—70-е годы XIX века. Упоминается под этим же названием в Перечне улиц, площадей и переулков от 1911 и 1925 годов.
11 августа 1926 года Екатериноградская улица была переименована в улицу Розы Люксембург. В этот же день в связи с тем, что этим решением Президиума Владикавказского Окружного Исполкома во Владикавказе образовалось две улицы Розы Люксембург, было принято решение бывшую Екатериноградскую улицу переименовать в улицу Феликса Дзержинского.

## Объекты
- 70 — храм св. Ильи. Памятник культурного наследия России (№ 1530101000). В ограде храма находится могила блаженной старицы Анастасии Владикавказской[4] (ум. 24.12.1932), которая является памятником истории культурного наследия России (№ 1530100000).